# Initial D (film)
Az Initial D (Tau man ji D) élőszereplős akciófilmje 2005-ben készült el. A japán Initial D manga- és animesorozaton alapszik. Andrew Lau és Alan Mak rendezte, aki a 2002-es bombasikerű Szigorúan piszkos ügyek és az 1999-ben a The Legend of Speed (A gyorsaság legendája) filmet is készítette, ami szintén egy autóversenyes film volt. A film készítői elzárkóztak attól, hogy a film a manga/anime-sorozaton alapulna.

## A film szerkezete
A film egy fiatal tofu-szállítóról szól, akit Takuminak hívnak, és aki ügyesen a kezébe tudja venni a kormányt a kanyargós hegyi utakon is, most egy versenyzőt alakít. A film őt alakítja át egy hétköznapi vezetőből (aki sosem fél a versenyeken) egy edzett utcai versenyzővé.
Takumi egy Toyota AE86-ot vezet, ami látszólag módosítatlan, de Takuminak hihetetlen vezetési tudása van Akina hegyén, és ez is előny neki. Takahashi Ryosuke, egy ügyes RX-7 vezető segít Takuminak "felmászni a létrán". Útközben Takumi alkoholos apjával és a szexi barátnőjével is találkozhatunk…

## Változtatások az anime/manga kiadásai óta
- A Drifting című dal a film betétdalaÍrta és előadja Jay Chou

Nem tudod lejátszani a fájlt?
A film különbözik a mangától és az animétől más-más okok miatt.
- A legnagyobb változás Itsukin történt, aki a filmben úgy szerepel, mint egy tönkrement kölyök, a benzinkút főnökének fia. Továbbá egyike az Akina SpeedStars versenyzőinek. Egyébként a mangában és az animében is Iketani az Akina Speedstars vezetője, a benzinkút egy másik alkalmazottja.
- Fujiwara Bunta erőszakos, nőcsábász és alkoholista. Ezek közül egyik sem jellemző rá sem az animében, sem a mangában.
- Nakazato és Ryousuke szövetségesek, míg a mangában semmilyen szövetséget nem alakítanak.
- Az Emperor csapat egy Bosozoku csapatot alakít egy fél-profi versenyző csapat helyett.
- Itsuki azt mondja Takuminak, hogy Natsuki átverte őt, miután meglátta, hogy egy másik ember Mercedesében ült egy hotelból kijövet. Takumi később tényleg meglátja Natsukit a Merecedesben egy autópályán. A mangában, egy ismeretlen mondja ezt el Takuminak. Azután, Takumi lecövekel annál a hotelnél, ahol látták Natsukit és ott látja meg a lányt a Mercedesessel.

A film ezen kívül még kizár néhány szereplőt a RedSuns, a SpeedStars és a Night Kids csapatból.

## Szereplők
- Jay Chou – Fujiwara Takumi
- Anthony Wong – Fujiwara Bunta
- Edison Chen – Takahashi Ryosuke
- Anne Suzuki – Mogi Natsuki
- Shawn Yue – Nakazato Takeshi
- Chapman To – Tachibana Itsuki
- Kenny Bee – Tachibana Yuichi
- Jordan Chan – Sudou Kyoichi

## Kiadások
Az Initial D 2005. június 23-án lett kiadva, különböző ázsiai boltokban, beleértve a hongkongi, a szingapúri, a taiwani és a kínai boltokat is. A film Észak-Amerikában is bemutatkozott a New Yorkban levő Imaginasian Theater-ben. Azonnal DVD-re került Ausztráliában 2005. október 21-én. Később kiadták az Egyesült Királyságban is 2006. április 28-án.

## Fogadtatás

### Díjak, jelölések
- Ázsiai–csendes-óceáni filmfesztivál (2005)
  - Nyert – Legjobb férfi mellékszereplő (Anthony Wong Chau-sang)

- Golden Horse Awards (2005)
  - Nyert – Legjobb új előadó (Jay Chou)
  - Nyert – Legjobb férfi mellékszereplő (Anthony Wong Chau-sang)
  - Jelölés – Legjobb eredeti betétdal szöveg (Fang Wen Shan (zeneszerző), Jay Chou (előadó))
  - Jelölés – Legjobb adaptált forgatókönyv (Felix Chong)
  - Jelölés – Legjobb vizuális effektek (Victor Wong, Eddy Wong, Bryan Cheung)

- Hong Kong Film Awards (2006)
  - Nyert – Legjobb új előadó (Jay Chou)
  - Nyert – Legjobb férfi mellékszereplő (Anthony Wong Chau-sang)
  - Nyert – Legjobb vizuális effektek (Victor Wong, Eddy Wong, Bryan Cheung)
  - Nyert – Legjobb hang (Kinson Tsang)
  - Jelölés – Legjobb operatőri munka (Wai-keung Lau, Yiu-Fai Lai, Man-Ching Ng)
  - Jelölés – Legjobb rendező (Wai-keung Lau, Alan Mak)
  - Jelölés – Legjobb vágás (Hoi Wong)
  - Jelölés – Legjobb filmzene (Kwong Wing Chan)
  - Jelölés – Legjobb betétdal (Drifting – Jay Chou (zeneszerző, előadó))
  - Jelölés – Legjobb film

- Hong Kong Film Awards (2007)
  - Jelölés – Legjobb vizuális effektek (Koan Hui)

- Hong Kong Film Critics Society Awards (2006)
  - Nyert – Érdemes film

- Shanghai Film Critics Awards (2006)
  - Nyert – Érdemes film[3]